# Rio Odet
O rio Odet é um rio do departamento de Finistère, no noroeste da França. O Odet nasce em Saint-Goazec (perto de Leuhan, nas Montagnes Noires da Bretanha) e desagua no oceano Atlântico em Bénodet. Bénodet deve o seu nome ao rio (Ben significa foz em bretão). 
O rio é muito popular como local de prática de navegação em caiaque.
Passa pelas comunas de Bénodet, Combrit, Plomelin, Quimper, Ergué-Gabéric, Briec-de-l'Odet, Langolen, Coray, Trégourez, Leuhan e Saint-Goazec.

## Ligações externas

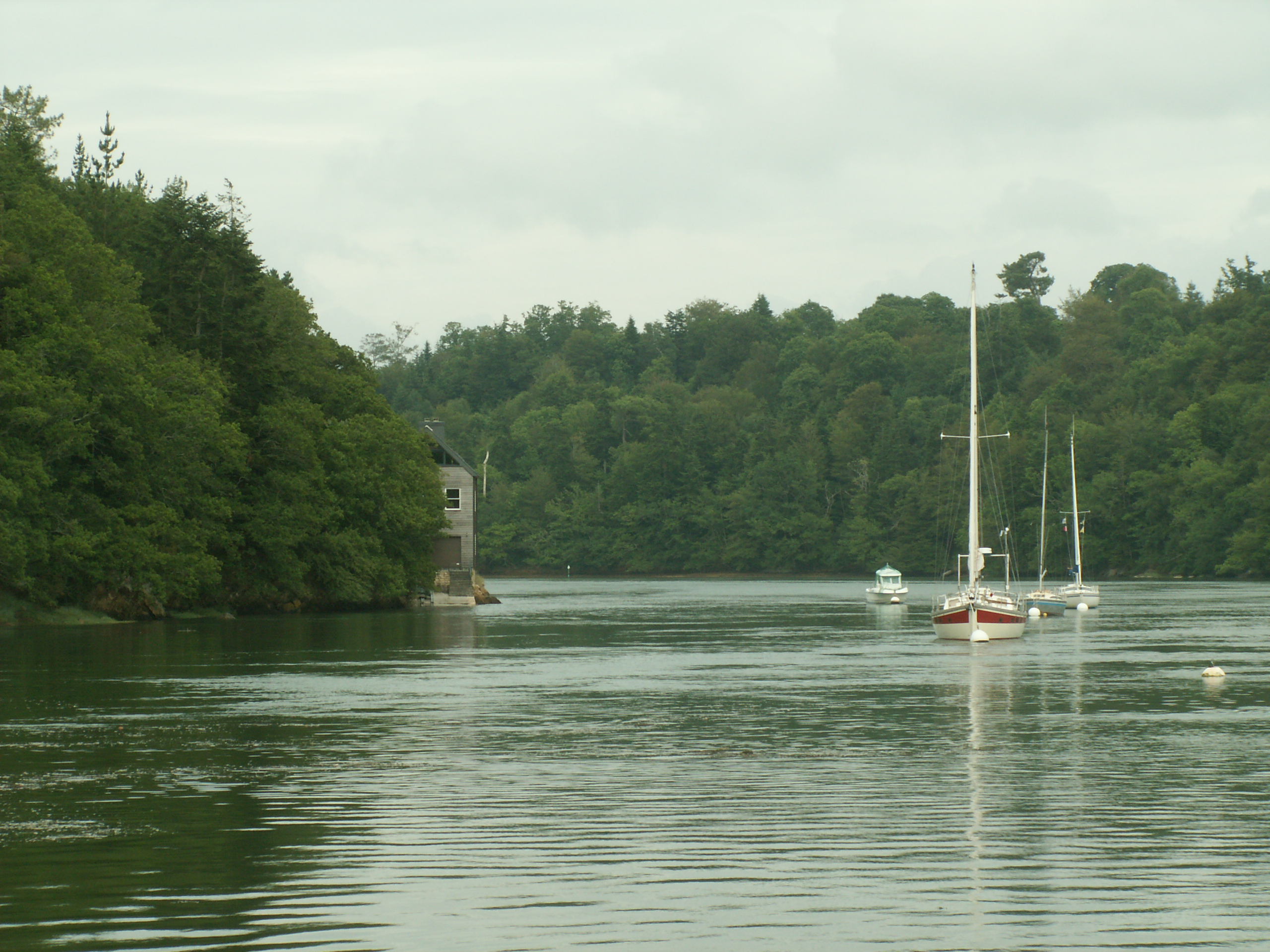
O rio Odet com a maré cheia